# Leonid Łukow
Leonid Dawidowicz Łukow (ros. Леонид Давидович Луков, ur. 19 kwietnia?/2 maja 1909 w Mariupolu, zm. 24 kwietnia 1963 w Leningradzie) – radziecki reżyser filmowy i scenarzysta. Pochowany na Cmentarzu Nowodziewiczym w Moskwie.

## Wybrana filmografia
- 1939: Wielkie życie[2]
- 1942: Pogromca atamana[3]
- 1943: Dwaj żołnierze[4]
- 1945: Ojcowie i dzieci[5]
- 1947: Aleksander Matrosow[6]
- 1950: Donieccy górnicy[7]
- 1954: O tym nie wolno zapomnieć[8]
- 1956: Egoistka[9]
- 1958: Porucznik jazdy[10]

## Nagrody i odznaczenia
- Nagroda Stalinowska
- Order Lenina
- Zasłużony Działacz Sztuk Uzbeckiej SRR
- Ludowy Artysta RFSRR